# スカイ・パーク
『SKY PARK』（スカイ・パーク）は、河合奈保子の6枚目のオリジナル・アルバム。1983年6月1日に日本コロムビアからリリースされた。規格品番はLP: AF-7203、CT：CAR-1213、CD：35C31-7169。

## 概要
帯コピー：君は、晴れ人。優しさに出合うと、ココロもカラダも晴れてくる。― はたちへ奈保子99パーセント。
A面曲は筒美京平が全曲の作曲を担当しており、B面曲は石川優子が全曲の作詞作曲を手掛けている。また、全ての編曲は大村雅朗が担当している。このアルバムには、シングルのA面曲は一曲も収録されていない。但し、本作と同時発売の13枚目のシングル「エスカレーション」のB面曲「恋のハレーション」は収録されている。
ジャケット写真は前作『あるばむ』に続き、写真家の立木義浩が撮影した。カセットテープはカラーフォトカード3枚付きである。
発売当時、アナログレコード・カセットテープはCOLUMBIAレーベルで、CDはDENONレーベルで発売されたが、CDも1989年以降の再発売盤ではCOLUMBIAレーベルに変更されている。
2022年11月23日には、レコーディング・エンジニア内沼映二の監修によってマスタリングが施され、初となるSACDハイブリッド盤が発売された。

## 収録曲

### LP / CT
| 全作曲: 筒美京平、全編曲: 大村雅朗。 |                              |            |            |      |
| #                                    | タイトル                     | 作詞       | 作曲・編曲 | 時間 |
| 1.                                   | 「ちょっぴりパッショネイト」 | 来生えつこ | 筒美京平   | 3:52 |
| 2.                                   | 「恋のハレーション」         | 秋元康     | 筒美京平   | 3:14 |
| 3.                                   | 「アリバイ」                 | 秋元康     | 筒美京平   | 3:30 |
| 4.                                   | 「八月のバレンタイン」       | 売野雅勇   | 筒美京平   | 3:41 |
| 5.                                   | 「まどろみスケッチ」         | 来生えつこ | 筒美京平   | 3:45 |

| 全作詞・作曲: 石川優子、全編曲: 大村雅朗。 |                        |          |            |      |
| #                                          | タイトル               | 作詞     | 作曲・編曲 | 時間 |
| 1.                                         | 「恋人形」             | 石川優子 | 石川優子   | 3:15 |
| 2.                                         | 「Dreamy Sailing」     | 石川優子 | 石川優子   | 3:40 |
| 3.                                         | 「初めての疑惑」       | 石川優子 | 石川優子   | 4:45 |
| 4.                                         | 「レモネード・サンバ」 | 石川優子 | 石川優子   | 3:23 |
| 5.                                         | 「Sky Park」           | 石川優子 | 石川優子   | 4:24 |

### CD
| 全作曲: 筒美京平（1～5）、石川優子（6～10）、全編曲: 大村雅朗。 |                              |            |                                     |      |
| #                                                               | タイトル                     | 作詞       | 作曲・編曲                          | 時間 |
| 1.                                                              | 「ちょっぴりパッショネイト」 | 来生えつこ | 筒美京平（1～5）、石川優子（6～10） | 3:52 |
| 2.                                                              | 「恋のハレーション」         | 秋元康     | 筒美京平（1～5）、石川優子（6～10） | 3:14 |
| 3.                                                              | 「アリバイ」                 | 秋元康     | 筒美京平（1～5）、石川優子（6～10） | 3:30 |
| 4.                                                              | 「八月のバレンタイン」       | 売野雅勇   | 筒美京平（1～5）、石川優子（6～10） | 3:41 |
| 5.                                                              | 「まどろみスケッチ」         | 来生えつこ | 筒美京平（1～5）、石川優子（6～10） | 3:45 |
| 6.                                                              | 「恋人形」                   | 石川優子   | 筒美京平（1～5）、石川優子（6～10） | 3:15 |
| 7.                                                              | 「Dreamy Sailing」           | 石川優子   | 筒美京平（1～5）、石川優子（6～10） | 3:40 |
| 8.                                                              | 「初めての疑惑」             | 石川優子   | 筒美京平（1～5）、石川優子（6～10） | 4:45 |
| 9.                                                              | 「レモネード・サンバ」       | 石川優子   | 筒美京平（1～5）、石川優子（6～10） | 3:23 |
| 10.                                                             | 「Sky Park」                 | 石川優子   | 筒美京平（1～5）、石川優子（6～10） | 4:24 |

## 参加ミュージシャン
| ちょっぴりパッショネイト - Drums：島村英二 - Bass：高水健司 - Electric Guitar：松原正樹 - Keyboards：山田秀俊 - Synthesizers：松武秀樹 - Percussions：斉藤ノヴ 恋のハレーション - Drums：島村英二 - Bass：高水健司 - Electric Guitar：松原正樹 - Keyboards：山田秀俊 - Synthesizers：松武秀樹 - Percussions：斉藤ノヴ - Strings：加藤弦楽グループ - Backing Vocals：山川恵津子、木戸やすひろ アリバイ - Drums：島村英二 - Bass：高水健司 - Electric Guitar：松原正樹 - Keyboards：山田秀俊 - Synthesizers：松武秀樹 - Trumpet：数原晋、吉田憲司 - Saxophone：ジェイク・コンセプション、村岡建 - Backing Vocals：イヴ 八月のバレンタイン - Drums：島村英二 - Bass：富倉安生 - Electric Guitar：松原正樹 - Keyboards：山田秀俊 - Synthesizers：松武秀樹 - Percussions：斉藤ノヴ - Strings：加藤弦楽グループ まどろみスケッチ - Drums：島村英二 - Bass：高水健司 - Electric Guitar：松原正樹 - Keyboards：山田秀俊 - Synthesizers：松武秀樹 - Percussions：斉藤ノヴ | 恋人形 - Drums：島村英二 - Bass：富倉安生 - Electric Guitar：松原正樹 - Keyboards：山田秀俊 - Synthesizers：松武秀樹 - Percussions：斉藤ノヴ - Trumpet：数原晋、吉田憲司 - Saxophone：ジェイク・コンセプション、村岡建 - Marimba：金山功 Dreamy Sailing - Drums：島村英二 - Bass：富倉安生 - Electric Guitar：松原正樹 - Keyboards：山田秀俊 - Synthesizers：松武秀樹 初めての疑惑 - Drums：島村英二 - Bass：富倉安生 - Electric Guitar：松原正樹 - Acoustic Guitar：吉川忠英 - Keyboards：山田秀俊 - Synthesizers：松武秀樹 - Percussions：斉藤ノヴ - Strings：加藤弦楽グループ レモネード・サンバ - Drums：青山純 - Bass：高水健司 - Electric Guitar：松原正樹 - Keyboards：山田秀俊 - Synthesizers：松武秀樹 - Percussions：斉藤ノヴ - Backing Vocals：山川恵津子、比山清、木戸やすひろ Sky Park - Drums：青山純 - Bass：高水健司 - Electric Guitar：松原正樹 - Keyboards：山田秀俊 - Synthesizers：松武秀樹 - Percussions：斉藤ノヴ - Strings：加藤弦楽グループ - Backing Vocals：山川恵津子、比山清、木戸やすひろ |

## 発売履歴
| 発売日         | レーベル                           | 規格       | 規格品番   | 備考                                 |
| -------------- | ---------------------------------- | ---------- | ---------- | ------------------------------------ |
| 1983年6月1日   | 日本コロムビア                     | LPレコード | AF-7203    |                                      |
| 1983年6月1日   | 日本コロムビア                     | カセット   | CAR-1213   |                                      |
| 1984年6月21日  | DENON/日本コロムビア               | CD         | 35C31-7169 |                                      |
| 1989年8月21日  | 日本コロムビア                     | CD         | CA-3756    | 再発盤                               |
| 1996年8月21日  | 日本コロムビア                     | CD         | COCA-13671 | CD文庫/Q盤                           |
| 2008年12月18日 | 日本コロムビア                     | CD-R       | CORR-10148 | オンデマンドCD                       |
| 2019年12月25日 | Tower to the People/日本コロムビア | CD         | TWCP-118   | タワーレコード限定・紙ジャケット     |
| 2021年9月29日  | Tower to the People/日本コロムビア | SACD       | TWSA-1098  | タワーレコード限定・SACDハイブリッド |

## 参考資料
- 『NAOKO PREMIUM』（解説:土屋信太郎）河合奈保子、日本コロムビア、2007年12月19日。COCP-34705。